# Abdirahman Mohamud Farole
Abdirahman Mohamud Farole (en somalí: Cabdiraxmaan Maxamuud Faroole, árabe: عبد الرحمن محمد) (n. el 6 de junio de 1945 en Eyl, Somalia) es el 4° presidente de Puntland.
Farole se graduó en las siguientes universidades: la Somali National University, la State University of New York en Albany, el International Statistical Institute of Beirut y Universidad La Trobe.

## Post-transición

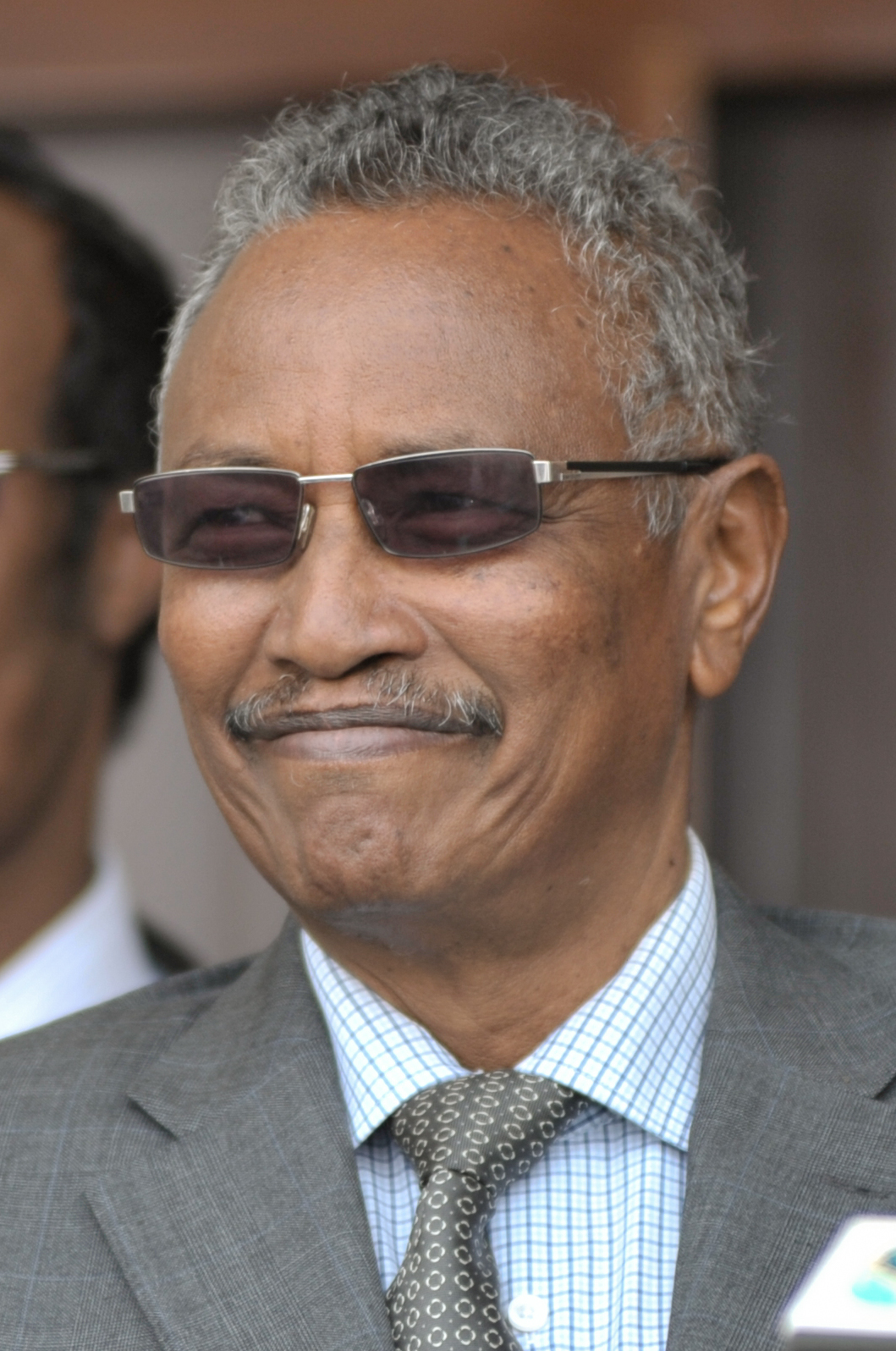
El presidente de Puntlandia, Abdirahman Farole, habla con la prensa después de una reunión con el representante Especial del Secretario General de las Naciones Unidas, Nicholas Kay

En febrero de 2012, Farole y otros funcionarios del gobierno somalí se reunieron en Garowe, la capital administrativa de Puntlandia, para discutir los arreglos post-transición tras el fin del mandato de la TFG en agosto de 2012. Después de extensas deliberaciones en presencia de actores regionales y los observadores internacionales, la conferencia terminó en un acuerdo firmado entre el presidente Farole, Pte. del GFT, Sharif Sheikh Ahmed, el primer ministro Abdiweli Mohamed Ali, Pte. del Parlamento Sharif Hassan Sheikh Aden, Galmudug pte. Mohamed Ahmed Alim y el representante Khalif Abdulkadir Noor estipulando que: a) una bicameral se formaría con un nuevo parlamento de 225 miembros, que consiste en 54 senadores, así como una cámara baja; b) el 30% de la Asamblea Nacional Constituyente (ANC) se destina a la mujer; c) El Presidente será nombrado por medio de una elección constitucional; y d) el primer ministro es elegido por el presidente y él / ella luego nombra a su / su gabinete. Los acuerdos fueron conocidos como los Principios Garowe el 23 de junio de 2012, Farole y el somalí líderes federales y regionales se reunieron de nuevo y aprobaron un proyecto de constitución después de varios días de deliberaciones. Está previsto que la nueva ley debe ser ratificado por la Asamblea Nacional Constituyente, con un plebiscito a continuación, se espera que se realizará para hacer que el proyecto de ley permanente
El 23 de junio de 2012, los líderes federales y regionales somalíes se reunieron de nuevo y aprobaron un proyecto de constitución después de varios días de deliberaciones la Asamblea Nacional Constituyente aprobó por abrumadora mayoría la nueva constitución el 1 de agosto, con el voto del 96% para él, un 2% en contra y 2 abstenciones% 

## Galardones
En enero de 2011, Farole fue nombrado Persona del Año 2010, por diversos medios de comunicación de Somalia por sus numerosas reformas e iniciativas administrativas y sociales.